# 성기웅
성기웅(1974년 ~ )은 한국의 연극 작가이다.

## 생애
1974년에 태어났다. 2004년, 직접 쓰고 연출한 ＜삼등병＞에서 강압적인 군대 조직 안에서 갈등하는 동시대 젊은이들의 초상을 독특한 감각으로 그려 내며 평단의 주목을 끌기 시작했다. 이후 ＜조선 형사 홍윤식＞(2007), ＜소설가 구보 씨의 경성 사람들＞(2007) 등을 통해 일제시대와 근대에 대한 관심과 애정을 드러냈다. 아픈 역사 가운데서도 낭만을 포착해 예리하게 묘사하는 능력을 보여 준다. 문학적 감수성과 언어적 상상력을 겸비한 극작과 섬세하면서도 재기 발랄한 연출을 선보이며 극작가 겸 연출가로 활동 중이다. 2006년부터 2009년까지 히라타 오리자의 ＜과학하는 마음＞ 3부작을 번역, 연출했고, 2011년에는 ＜과학하는 마음−숲의 심연 편＞을 각색, 연출했다.
그 밖에 대표작으로는 ＜깃븐 우리 절믄 날＞(2008), ＜소설가 구보 씨의 1일＞(2010), ＜다정도 병인 양하여＞(2012)가 있으며 체호프의 ＜갈매기＞를 각색한 한일 합작 연극 ＜가모메＞(2013)를 쓰고 협력 연출로 참가했다. 대한민국연극대상 작품상(2011), 오늘의젊은예술가상(2013), 두산연강예술상(2013) 등을 수상했다. 현재 극단 제12언어연극스튜디오를 이끌고 있다.